# Caldera (Salzburg)

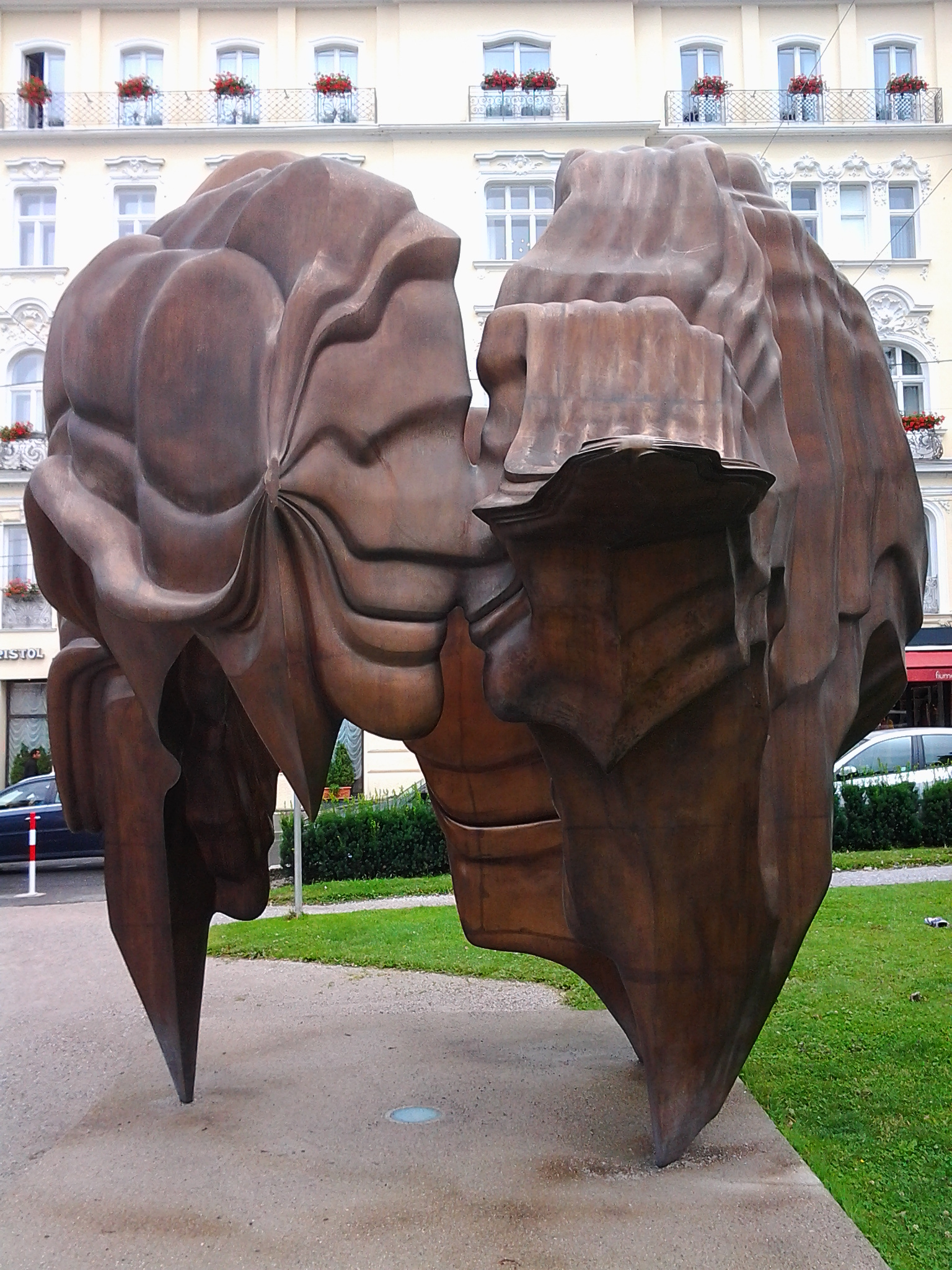
Caldera von Tony Cragg (2008)

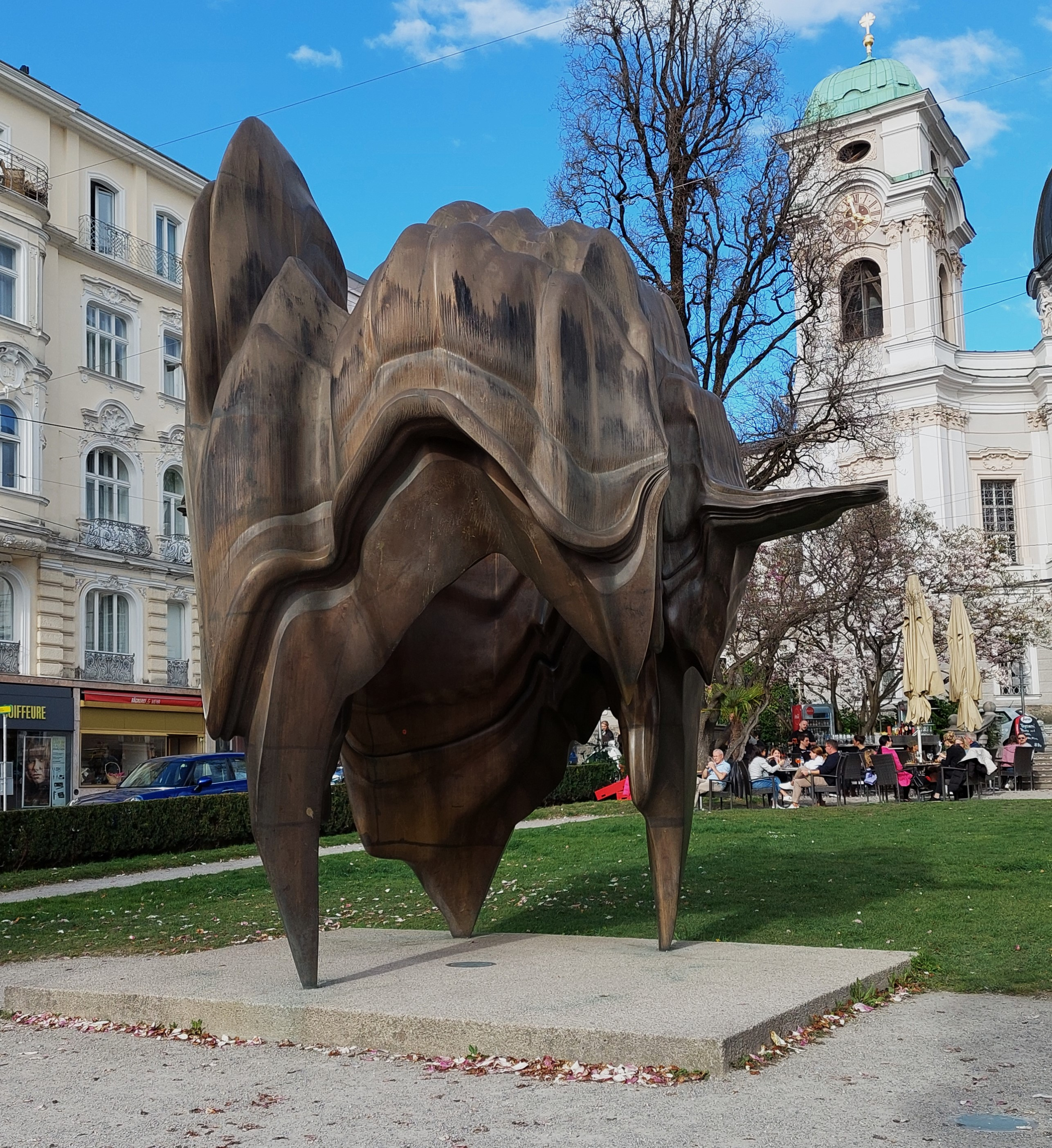
Caldera von Tony Cragg (2024)

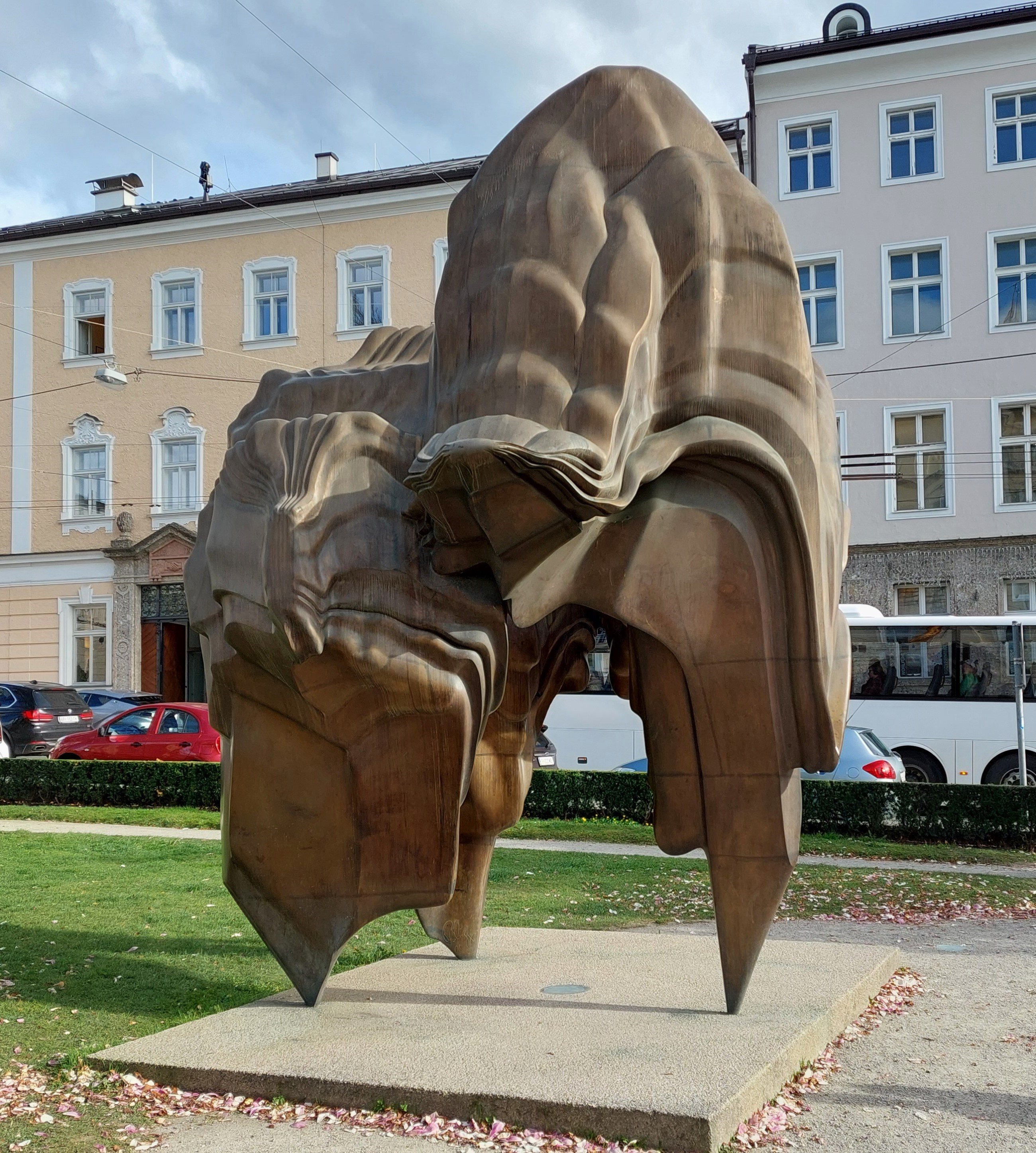
Caldera von Tony Cragg (2024)

Die Caldera ist eine Bronzeskulptur am Makartplatz in der Altstadt von Salzburg. Das Kunstwerk wurde 2008 im Rahmen vom Kunstprojekt Salzburg vom englischen bildenden Künstler Tony Cragg geschaffen.

## Beschreibung
Das siebente Werk für das Kunstprojekt Salzburg ist eine rund fünf Meter hohe Skulptur aus patinierter Bronze. Die Skulptur trägt den Namen „Caldera“, ein ursprünglich aus der Geologie stammender Begriff für einen kesselförmigen Vulkankrater. Im Englischen lässt der Begriff aber auch poetische Konnotationen zu. Damit möchte der Künstler auf den energiegeladenen Raum und die Materie hinweisen, die auf dramatische Weise entstanden ist. Weiters soll der Name auch auf die Kessellage der Stadt Salzburg hinweisen.
Die Caldera soll eine Landschaft aus Bronze darstellen, mit Vor- und Rücksprüngen und Formen, die sich gegenseitig schieben wie tektonische Schichten. Abhängig von Standort und Blickrichtung lassen sich auch menschliche Profile erkennen, die plötzlich auftauchen, räumlich interagieren und ebenso plötzlich wieder verschwinden.
Tony Cragg versteht sein Kunstwerk als „mentale Landschaften“. Das Kunstwerk ist begehbar und macht so die „mentale Landschaft“ auch von innen erlebbar.
Cragg wählte den historischen Makartplatz als Aufstellungsort für sein Kunstwerk, um der zweckmäßigen und praktischen Gestaltung des Platzes die Zweckfreiheit der Kunst entgegenzustellen. Der Makartplatz ist heute stark vom Verkehr, vor allem den Straßen, der Beschilderung und den vielen Autos geprägt, was laut dem Künstler ein „riesiges Volumen von Farben und Material“ darstellt. Er möchte mit seiner Skulptur den geistigen Anspruch der Offenheit des Denkens, der originären Formensprache und der anspruchsvollen Materialität der Kunst dem Erscheinungsbild des Makartplatzes gegenübertreten. Gleichzeitig sollen mit dem Kunstwerk der Alltags-Zweckmäßigkeit neue geistige Formen zurückgeben werden.

## Hintergrund
Dieses Kunstwerk ist auf eine Initiative der Salzburg Foundation zurückzuführen. Diese wurde 2001 als Privatinitiative gegründet und versteht sich als eine moderne Form des Mäzenatentums. Bei diesem Projekt, welches keine öffentlichen Subventionen erhält, geht es darum, internationale Künstler für die Stadt Salzburg zu begeistern und sie zu animieren, ein spezifisches Kunstwerk für einen Platz ihrer Wahl zu schaffen. Der Einladung folgten Künstler wie Manfred Wakolbinger, Anselm Kiefer, Mario Merz, Marina Abramović, Markus Lüpertz, James Turrell, Stephan Balkenhol, Christian Boltanski, Jaume Plensa, Brigitte Kowanz, Erwin Wurm und Tony Cragg. Seit 2013 gehört das Werk zur Sammlung Würth.